# Clegs des Champs
Clegs des Champs, född 18 mars 2012, är en fransk varmblodig travhäst som tränas sedan 2023 av Daniel Parling och rids av Anna Maija Liitiainen. Han tränades 2015-2023 av Thierry Raffegeau och reds då av David Thomain.
Clegs des Champs började tävla i mars 2015 och inledde karriären med två raka segrar. Han har hittills under sin karriär sprungit in 1,3 miljoner euro på 58 starter varav 26 segrar, 11 andraplatser och 5 tredjeplatser. Karriärens hittills största segrar har kommit i Prix Jules Lemonnier (2019, 2020, 2021).
Clegs des Champs har även segrat i Prix Louis Tillaye (2015), Prix Alfred Lefevre (2018), Prix de l'ile d'Oleron (2018), Prix Paul Buquet (2018, 2019), Prix Jacques Andrieu (2019), Prix Henri Desmontils (2019, 2021, 2022), Prix Théophile Lallouet (2019, 2021), Prix Antigone (2019), Prix Paul Delanoe (2019, 2021), Prix Guillaume de Bellaigue (2021) och Prix Camille Lepecq (2021). Han har även kommit på andraplats i Prix Henri Ballière (2016), Prix Sans Dire Oui (2018), Prix du Pontavice de Heussey (2019), Prix Guillaume de Bellaigue (2019, 2022), Prix Georges Dreux (2019), Prix Reynolds (2019), Prix Paul Buquet (2020), Prix Jacques Andrieu (2021), Prix Théophile Lallouet (2022) och på tredjeplats i Prix du Président de la République (2016), Prix Camille Lepecq (2019), Prix Paul Buquet (2022) och Prix Henri Desmontils (2023).

## Statistik
| Statistik för Clegs des Champs (Ref.) | Statistik för Clegs des Champs (Ref.) | Statistik för Clegs des Champs (Ref.) | Statistik för Clegs des Champs (Ref.) | Statistik för Clegs des Champs (Ref.) | Statistik för Clegs des Champs (Ref.) |
| ------------------------------------- | ------------------------------------- | ------------------------------------- | ------------------------------------- | ------------------------------------- | ------------------------------------- |
| Starter                               | Placeringar                           | Startprissumma                        | Segerprocent                          | Platsprocent                          | Rekord                                |
| 58                                    | 26-11-5                               | 1 306 980 euro                        | 45 %                                  | 72 %                                  | 1.10,4ak,                             |

### Större segrar
| År   | Lopp                        | Kusk          | Vinstbelopp | Grupp   |
| ---- | --------------------------- | ------------- | ----------- | ------- |
| 2015 | Prix Louis Tillaye          | Damien Bonne  | 54 000 EUR  | Grupp 2 |
| 2018 | Prix Alfred Lefevre         | David Thomain | 31 500 EUR  | Grupp 3 |
| 2018 | Prix de l'ile d'Oleron      | David Thomain | 49 500 EUR  | Grupp 3 |
| 2018 | Prix Paul Buquet            | David Thomain | 54 000 EUR  | Grupp 2 |
| 2019 | Prix Jacques Andrieu        | David Thomain | 45 000 EUR  | Grupp 2 |
| 2019 | Prix Henri Desmontils       | David Thomain | 40 500 EUR  | Grupp 3 |
| 2019 | Prix Théophile Lallouet     | David Thomain | 45 000 EUR  | Grupp 2 |
| 2019 | Prix Antigone               | David Thomain | 40 500 EUR  | Grupp 3 |
| 2019 | Prix Paul Delanoe           | David Thomain | 40 500 EUR  | Grupp 3 |
| 2019 | Prix Paul Buquet            | David Thomain | 45 000 EUR  | Grupp 2 |
| 2019 | Prix Jules Lemonnier        | David Thomain | 45 000 EUR  | Grupp 2 |
| 2020 | Prix Jules Lemonnier        | David Thomain | 38 250 EUR  | Grupp 2 |
| 2021 | Prix Henri Desmontils       | David Thomain | 40 500 EUR  | Grupp 3 |
| 2021 | Prix Théophile Lallouet     | David Thomain | 45 000 EUR  | Grupp 2 |
| 2021 | Prix Guillaume de Bellaigue | David Thomain | 40 500 EUR  | Grupp 3 |
| 2021 | Prix Paul Delanoe           | David Thomain | 40 500 EUR  | Grupp 3 |
| 2021 | Prix Camille Lepecq         | David Thomain | 45 000 EUR  | Grupp 2 |
| 2021 | Prix Jules Lemonnier        | David Thomain | 45 000 EUR  | Grupp 2 |
| 2022 | Prix Henri Desmontils       | David Thomain | 40 500 EUR  | Grupp 3 |

## Stamtavla
| Efter Legs du Clos | Hetre Vert     | Sabi Pas        | Carioca II        |
| Efter Legs du Clos | Hetre Vert     | Sabi Pas        | Infante II        |
| Efter Legs du Clos | Hetre Vert     | Verte Campagne  | Jamin             |
| Efter Legs du Clos | Hetre Vert     | Verte Campagne  | La Ronce          |
| Efter Legs du Clos | Carina Barbes  | Istraeki        | Paleo             |
| Efter Legs du Clos | Carina Barbes  | Istraeki        | Vanikie           |
| Efter Legs du Clos | Carina Barbes  | Star Barbes     | Ursin L           |
| Efter Legs du Clos | Carina Barbes  | Star Barbes     | Belle d'Avril M   |
| Undan Proserpine   | Fortuna Fant   | And Arifant     | Sharif di Iesolo  |
| Undan Proserpine   | Fortuna Fant   | And Arifant     | Infante d'Aunou   |
| Undan Proserpine   | Fortuna Fant   | Ariane de Brion | Jiosco            |
| Undan Proserpine   | Fortuna Fant   | Ariane de Brion | Nymphe de Brion   |
| Undan Proserpine   | Quabrina d'Arc | Patara          | Gutemberg A       |
| Undan Proserpine   | Quabrina d'Arc | Patara          | Francette         |
| Undan Proserpine   | Quabrina d'Arc | Dany Girl       | Nicias Grandchamp |
| Undan Proserpine   | Quabrina d'Arc | Dany Girl       | Pastille D        |